# サルチパパ
サルチパパ（スペイン語: salchipapa）またはサルチパパス（西: salchipapas）は、ラテンアメリカ諸国で屋台料理として食されるファストフード。
こんがり焼いたビーフソーセージとフライドポテトに、コールスローを添えたものが一般的である。
名前はスペイン語でソーセージを意味する「サルチ」と、ジャガイモを意味する「パパ」を組み合わせたもの。
味付けはさまざまで、ケチャップやマスタードの他にオリーブのソース、トウガラシまたはチリペッパーをかけるものもある。時には、目玉焼きやチーズが上に乗せられ、トマトやレタスとともに提供される。香り付けにオレガノを追加するレシピもある。

## 歴史

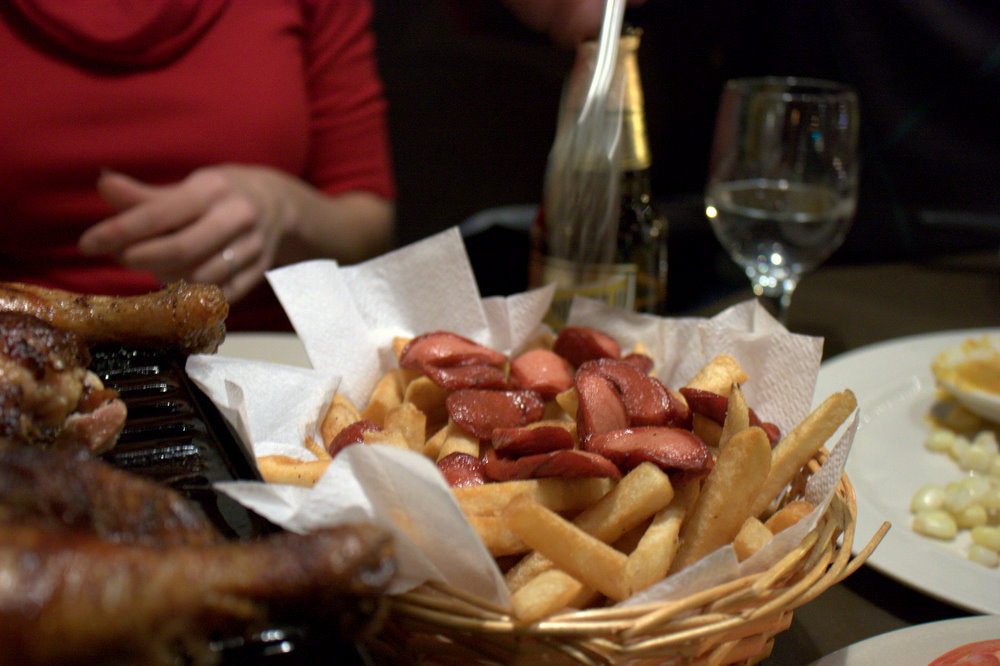
サルチパパはリマ以外にも広まり、ラテンアメリカ各地でバリエーションが豊富である。

サルチパパは、ペルーのリマで屋台料理として生み出された 。
時間をかけて、ペルー全体に広まった後は、ラテンアメリカ諸国で単なるペルー料理の枠を超えて拡大し、現在ではエクアドル料理とボリビア料理の定番となっている。現在はアルゼンチンに屋台でも販売されている 。
アルゼンチンへのボリビア移民、米国とチリへのペルー料理店のおかげもあり、その範囲は更なる拡大を見せている。 
「チョリソ」（ソーセージの代わりにチョリソで作ったもの）として知られている変わり種もある。これはメキシコでも見かけられることがある。

## ギャラリー

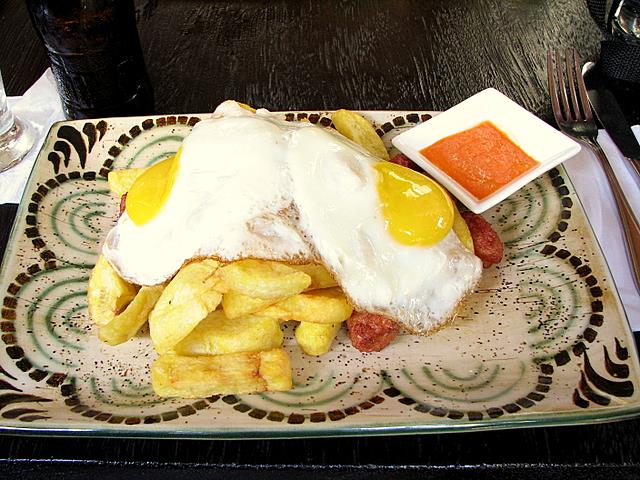
レストランはサルチパパのレシピを改良して、伝統的な屋台のごはんから、レストランの看板メニューへと昇華させている。
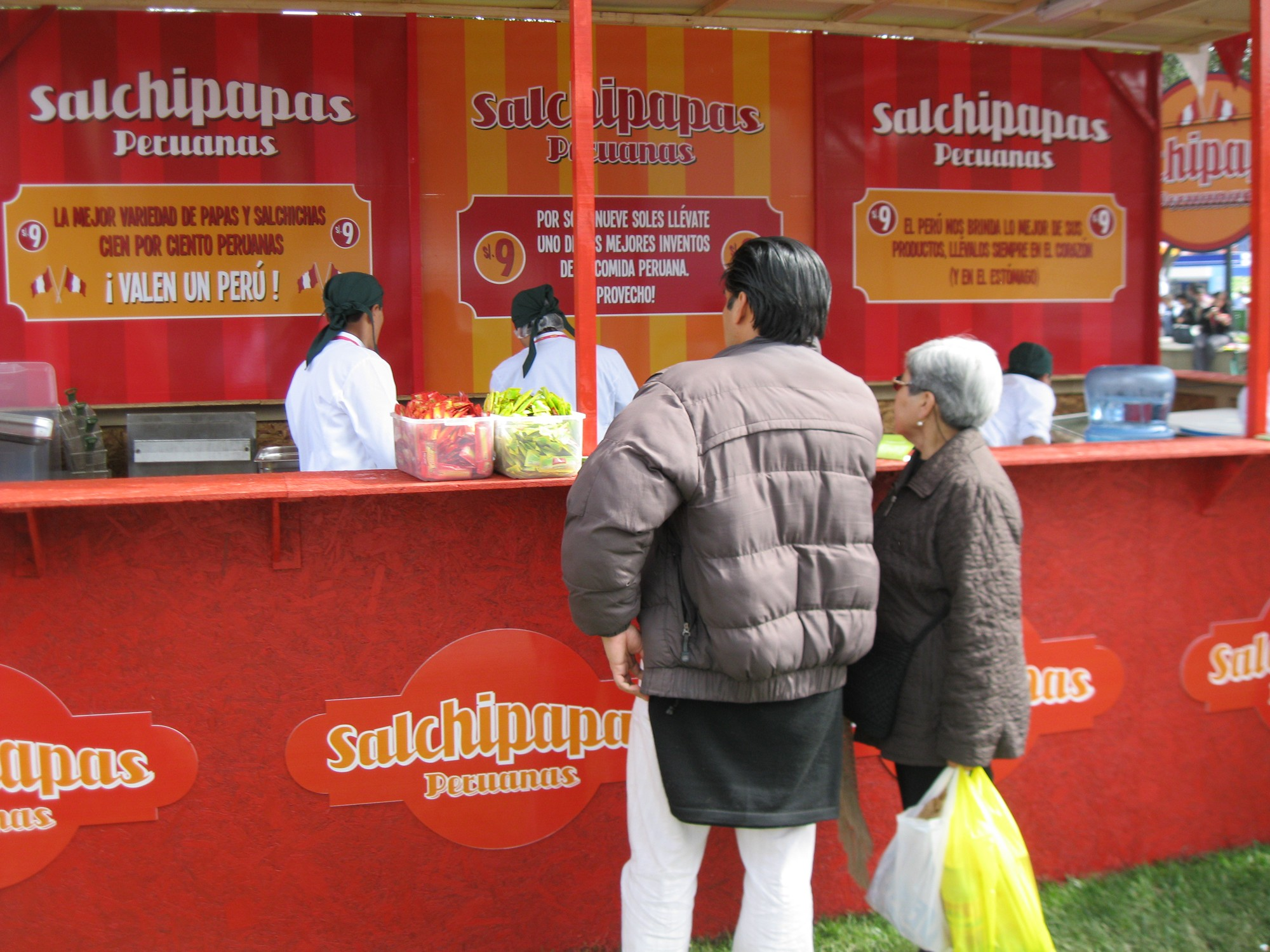
リマの都市部でのサルチパパ人気は衰えを知らない。
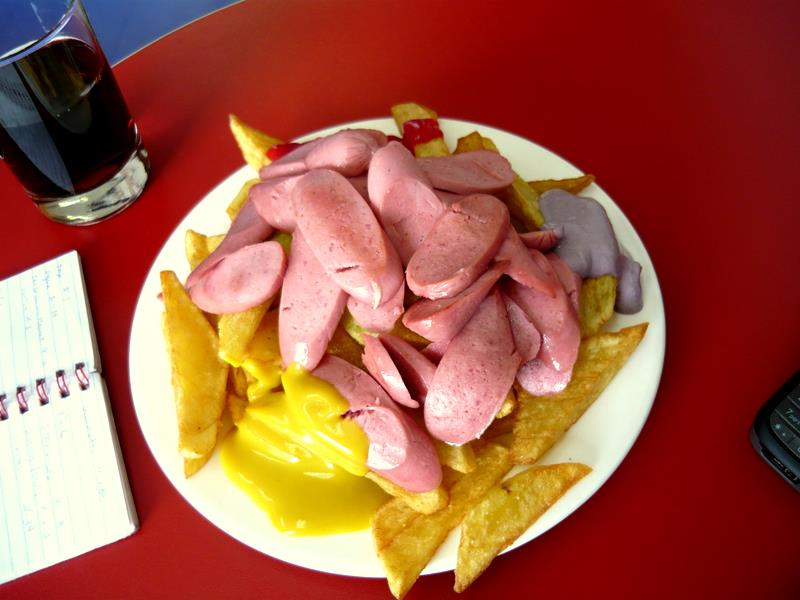
高カロリーな側面について懸念の声もある。